# Sphenoclea zeylanica
Espèce
Statut de conservation UICN

 LC  : Préoccupation mineure
Sphenoclea zeylanica est une espèce de la famille des Sphenocleaceae.
Il est couramment appelé chickenspike, gooseweed et wedgewort. Il est originaire d'Afrique, de Madagascar, d'Asie tropicale et subtropicale et d'Australie. 

## Description

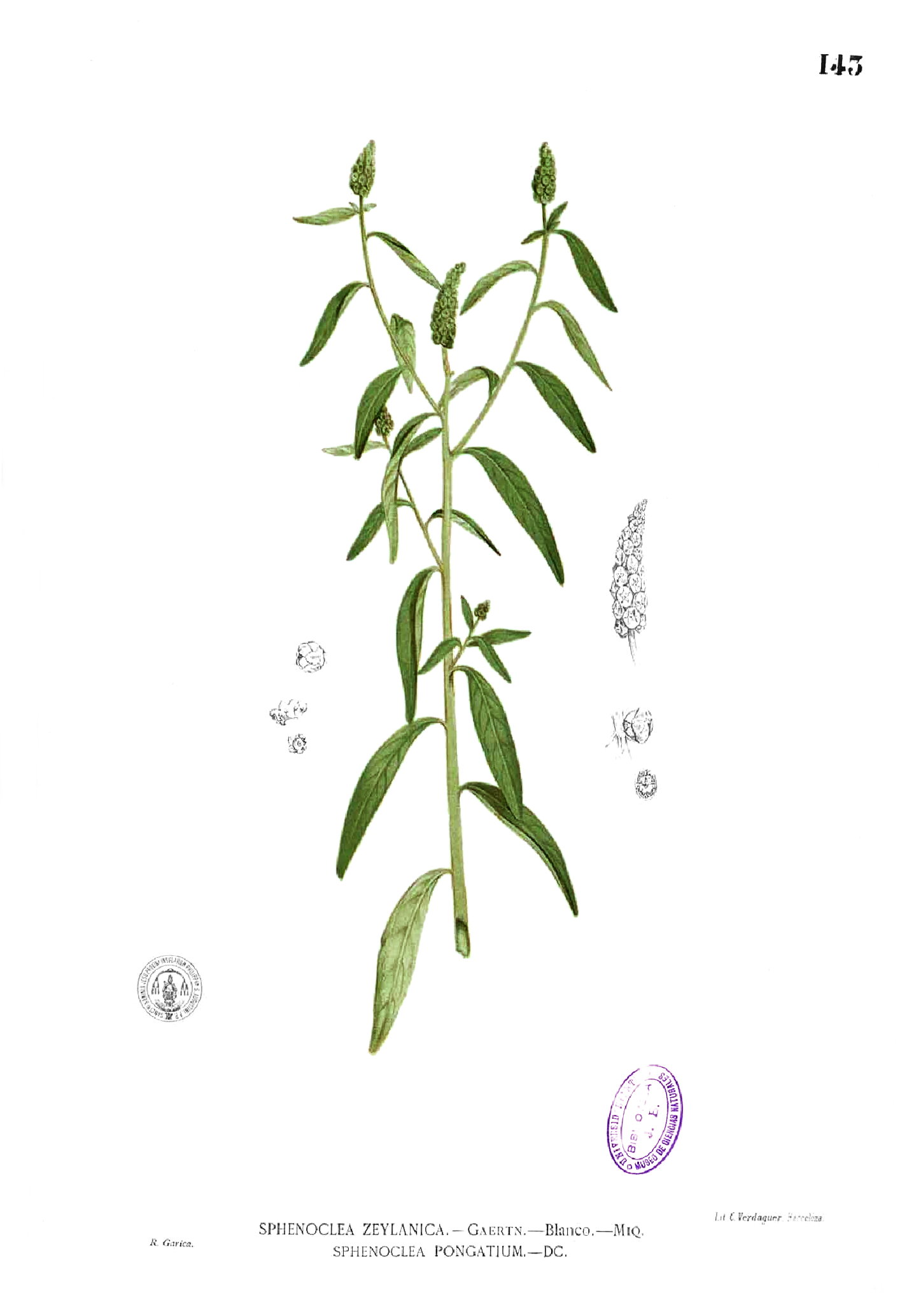
Illustration botanique

C'est une plante à fleurs annuelle semi-aquatique.

## Utilisation
Il est utilisé comme aliment pour animaux, comme médicament et pour l'alimentation. Ses jeunes feuilles sont comestibles et sont parfois consommées après une légère ébullition. 
Mauvaise herbe commune des rizières, elle peut entraîner des pertes de rendement de 25 à 50 %.

## Répartition
Ce taxon se rencontre dans les pays suivants : Afghanistan, Afrique du Sud, Argentine, Australie, Bangladesh, Birmanie, Bolivie, Botswana, Brésil, Burkina Faso, Burundi, Bénin, Cambodge, Cameroun, Chine, Colombie, Costa Rica, Cuba, Côte d'Ivoire, Gabon, Ghana, Guatemala, Guinée-Bissau, Guinée, Guyana, Guyane, Honduras, Inde, Indonésie, Iran, Kenya, Laos, Madagascar, Malaisie, Mali, Mauritanie, Mexique, Mozambique, Namibie, Nicaragua, Niger, Nigeria, Népal, Ouganda, Pakistan, Panama, Paraguay, Philippines, Pérou, République centrafricaine, Taïwan, République dominicaine, République démocratique du Congo, Sierra Leone, Soudan, Sri Lanka, Suriname, Sénégal, Tanzanie, Tchad, Thaïlande, Togo, Uruguay, Venezuela, Viêt Nam, Zambie, Zimbabwe, Équateur, États-Unis, Éthiopie, Îles Salomon.

## Systématique
Le nom correct complet (avec auteur) de ce taxon est Sphenoclea zeylanica Gaertn..
Ce taxon porte en français le nom vernaculaire ou normalisé suivant : sphénoclée de Ceylan.
Sphenoclea zeylanica a pour synonymes :
- Gaertnera pangati Retz.
- Gaertnera pongati Retz.
- Pongatium indicum Lam.
- Pongatium spongiosum Blanco
- Pongatium zeylanicum (Gaertn.) Kuntze
- Rapinia herbacea Lour.
- Schrebera pongati DC.
- Sphenoclea pongatium A.DC.